# 그의 진실이 전진한다
"그의 진실이 전진한다"(His Truth Is Marching On)는 한국에서 제작된 신재인 감독의 2002년 영화이다. 홍승환 등이 주연으로 출연하였다.

## 출연

### 주연
- 홍승환
- 정인기
- 권택기
- 조시내

## 기타
- 조명: 유영종
- 음향: 김수덕
- 녹음: 전충훈
- 미술: 송민규